# Samsung Galaxy A70

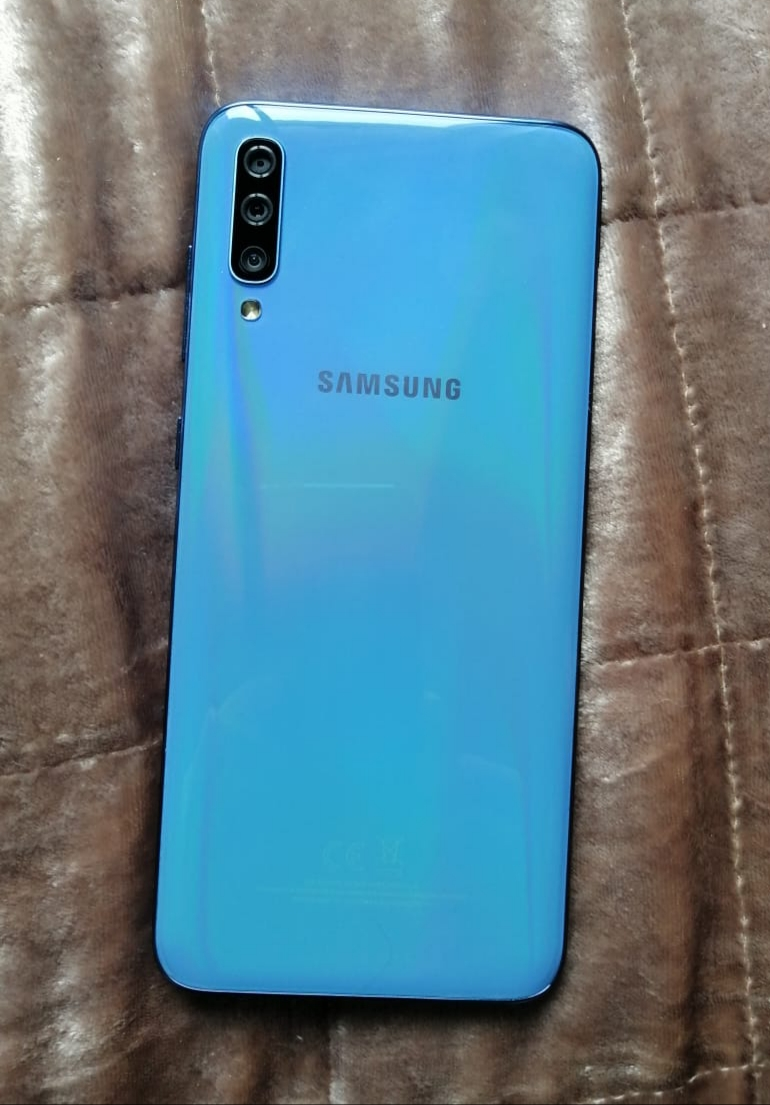
O modelo azul do Samsung Galaxy A70 exibe suas três câmeras traseiras.

O Samsung Galaxy A70 e o A70s são smartphones Android desenvolvidos e fabricados pela Samsung Electronics. Fazem parte da série Galaxy A, voltada para o mercado intermediário. A empresa divulgou o A70 em 19 de abril de 2019 na Coreia do Sul.

## Especificações

### Software
O smartphone sai de fábrica com sistema operacional móvel Android Pie sob a interface One UI, da Samsung.

## Recepção
O Galaxy A70 foi bem avaliado pelos especialistas. Nathan Spendelow e Matt Breen, da Expert Reviews, atribuíram a nota máxima de 5 estrelas ao aparelho, destacando-o como o melhor intermediário da Samsung e elogiando suas três câmeras, sua bateria de 4500 mAh e sua tela. John McCann, da TechRadar, também ficou impressionado com a tela Super AMOLED e a bateria duradoura do telefone. GSMArena classificou o telefone com 3,8 estrelas em 5, considerando-o um "intermediário muito equilibrado", com pontos positivos para a câmera, a bateria e a tela sAMOLED, mas com pontos negativos para o desempenho da câmera em ambientes escuros.